# The Automatic
The Automatic – indierockowa grupa założona w walijskim miasteczku Cowbridge.
Początkowo założony przez czwórkę kolegów z liceum zespół nosił nazwę The White Rabbit, ale został przemianowany na The Automatic, ponieważ członkowie wierzyli, że muzyka jest antidotum na automatyczne życie.
W 2005 roku, zespół podpisał kontrakt z wytwórnią B-Unique. Jak sami mówią grają electro indie pop punk inspirowany twórczością między innymi Blur i The Blood Brothers.
Ich debiutancki album Not Accepted Anywhere ukazał się 19 czerwca 2006 roku.

## Skład
- Robin Hawkins - śpiew, gitara basowa, instrumenty klawiszowe (od 1998)
- James Frost - gitara, instrumenty klawiszowe, instrumenty perkusyjne, śpiew, gitara basowa (od 1998)
- Iwan Griffiths - perkusja (od 1998)
- Paul Mullen - śpiew, gitara, instrumenty klawiszowe (od 2007)
- Alex Pennie - instrumenty klawiszowe, instrumenty perkusyjne, śpiew (od 2003 do 2007)

muzycy koncertowi
- Jamie Allen - gitara basowa (od 2006 do 2007)
- Peter Hill - gitara basowa (od 2008)
- Tom Stephens - gitara basowa (od 2008)

## Dyskografia
- Not Accepted Anywhere (2006)
- This Is A Fix (2008)
- Tear the Signs Down (2010)